# Amanoa nanayensis
Amanoa nanayensis är en emblikaväxtart som beskrevs av W.J.Hayden. Amanoa nanayensis ingår i släktet Amanoa och familjen emblikaväxter. Inga underarter finns listade i Catalogue of Life.